# Хасан ибн Сабах
Хасан ибн Сабах, наричан още Старецът от планината, е ирански исмаилитски проповедник, основоположник на сектата, наричана асасини. Негово седалище е крепостта Аламут в планините Алборз в Северен Иран.

## Биография
Вероятно автобиографичните данни за Хасан ибн-Сабах са почерпени от Sargozasht-i Seyyednā, основния източник за неговата биография. Хасан ибн-Сабах е роден в Кум, Персия, голям религиозен център на шиитите и до днес. Прекарал младостта си в село Рей, днес предградие на Техеран. Когато става на 17 години среща измаилския мисионер Амир Зараб. Зараб е изгонен, но Хасан продължава да чете тайно измаилски книги. Преобръщането му в тази вяра става след преживяване на ужасна болест. Вече на смъртно ложе той среща друг проповедник с прозвище Сарач, който успява да го убеди в правотата на измаилската вяра. След оздравяването си Хасан полага клетва за вярност към новата вяра. Скоро след това в Рей пристига най-висшия измаил в Иран, Ибн Аташ, който е силно впечатлен от младия Хасан.
Няколко години след това запознанство Хасан е изпратен в Кайро. Според някои сведения Хасан се замесил в политически интриги в града и трябвало да го напусне. През 1080 г. се завръща в Иран, столицата Исфахан, след като по чудо оцелява от корабокрушение. В родината се активно пропагандира измаилската ерес, пътува в различни градове и си печели печална слава. Налагало му се да практикува различни професии - дърводелец, мореплавател, окултист и др., за да прекрива истинската си мисия. Преследван е по заповед на везир Низам ал-Мулк.
Прозвището на Хасан ибн-Сабах „Старецът“ се дължи на грешен превод, направен от Марко Поло. Оригинално Хасан е наречен „шейх“, което Поло схаща като „стар човек“. Верният превод на думата е „господар, владетел“.